# SAAR Records
La SAAR Records (o S.A.A.R) è una casa discografica italiana fondata nel 1948 da Walter Guertler. Alla SAAR fanno capo numerose sottoetichette discografiche, quali, tra le altre: Celson, Music, Jolly, Joker, Signal, UP (Superstereo UP International), Lotus, Harmony. Nel 2018 compie 70 anni di discografia e continua a essere attiva nella distribuzione, produzione e licensing, capitanata dal figlio Boris Guertler.

## Storia

### La Celson
Guertler entra nel mondo discografico nel 1948 fondando la Celson (insieme al fratello Ernest) con sede a Milano in via Ariosto 28 e con lo stabilimento in via Pianell 21. Il repertorio di questa etichetta discografica, che allora erano dischi 78 giri, include musica di jazz (con artisti quali Dizzy Gillespie, Coleman Hawkins, Erroll Garner, Charlie Parker, Count Basie, Sidney Bechet, Lester Young, Oscar Pettiford, Don Byas, Art Tatum, Milt Jackson, il King Cole Trio e altri), musica sudamericana, musica easy listening e anche musica classica.

### La Music
Nel 1951 i fratelli Guertler fondano una nuova società con sede in via S. Vittore 40/42 a Milano: la Music. Proseguono le pubblicazioni del catalogo dalla Celson e si aggiungono incisioni di jazz pubblicate da etichette discografiche estere (Vogue e Good Time Jazz) e di gruppi come i Rocky Mountains Ol' Time Stompers. Prosegue la pubblicazione di artisti di musica jazz (Shorty Rogers, Milt Jackson, il Modern Jazz Quartet, Lee Konitz, Jimmy Giuffre, Chet Baker, Gerry Mulligan, Chico Hamilton, Miles Davis, Sonny Rollins) ma anche quella di cantanti italiani come Oscar Carboni, Johnny Ritter, Nuccia Bongiovanni, Ugo Calise.
Tony Dallara, assunto in qualità di fattorino dalla Music, viene notato per le sue qualità canore da Walter Guertler che gli fa incidere alcuni brani. La canzone Come prima del 1957 raggiunge il primo posto della hit-parade consacrandolo come esponente di una nuova categoria di cantanti, quella degli urlatori.
Adriano Celentano appare sulla etichetta Music nel 1958 per poi confluire alla nuova etichetta discografica Jolly che viene creata proprio in quello stesso anno. Celentano pubblicherà per la Jolly vari dischi finché nel 1962 darà il via ad una sua propria etichetta discografica, la Clan Celentano.
La Music pubblica anche artisti inglesi (come Lonnie Donegan), americani (Big Joe Turner, Chuck Willis, Ray Charles, Clyde McPhatter) e un discreto numero di registrazioni tratte dai cataloghi della americana Mercury Records. È da questa che derivano le ristampe di artisti quali Frankie Laine, Georgia Gibbs, Sarah Vaughan, Dinah Washington, Louis Jordan, The Platters, The Diamonds e Patti Page). Altre etichette che verranno ristampate in Italia dalla Music sono Metronome, Prestige, Pacific Jazz, Atlantic Records e Warner Bros.

### SAAR Records e Jolly
Nel 1958 Gürtler crea nuova società: la SAAR (Società Articoli Acustici Riprodotti) Srl, con sede in Viale di Porta Vercellina 14. È in questo momento che prende l'avvio una nuova etichetta, la Jolly.
Con questo nuovo nome riprendono le ristampe di importanti titoli jazz dell'americana Verve Records, con artisti come Louis Armstrong, Ella Fitzgerald, Stan Getz, Dizzy Gillespie, Lionel Hampton, Woody Herman, Lee Konitz e Charlie Parker.
Per quanto riguarda il repertorio italiano, oltre ai già citati Adriano Celentano e Tony Dallara, vengono pubblicati i dischi di Anita Traversi, i Campioni, Wanna Ibba, Remo Germani, Roby Guareschi, Nicola Di Bari, Enzo Jannacci, Fausto Leali, Luigi Tenco, Franco Battiato, Luisa De Santis Fabio Concato, Gabriella Ferri e I Fuggiaschi.
Ulteriori pubblicazioni vengono riprese dalle etichette francese Barclay (Dalida, Henri Salvador, Charles Aznavour, Jacques Brel), Disques Vogue e AZ (Françoise Hardy, Danyel Gerard, Petula Clark, Udo Jürgens, Antoine, Michel Polnareff, Jacques Dutronc).

### La Joker
Nel 1960 l'azienda dà luogo ad una ristrutturazione dei propri assets, vendendo parte del proprio patrimonio e riunendo le etichette rimaste nel proprio portfolio.
Se in passato c'erano stati alcuni tentativi di produrre dischi a prezzi economici (etichette Smart e Fox nel 1963, etichetta Stella nel 1963) è solo nel 1967 che prende luce la etichetta Joker. Si tratta di un'idea di Sergio Balloni, allora direttore commerciale, che intende offrire al pubblico un ricco catalogo di titoli che spazia un po' in tutti i generi musicali: dalla musica classica al jazz, dal pop al folk, inserendo anche titoli rivolti ai più piccoli e alla famiglia. Si tratta di riprendere materiale già pubblicato in passato e ormai fuori catalogo unitamente a nuove proposte. Queste nuove pubblicazioni in dischi a 33 giri a prezzo ridotto vengono distribuite soprattutto nei grandi magazzini.
La Jolly cesserà di esistere nel 1971, e da quel momento sarà la Joker l'etichetta che durerà fino agli anni ‘90, quando passerà ai nuovi supporti come le musicassette e i compact disc.

### La UP e le altre etichette
Nella metà degli anni settanta prende il via una nuova etichetta, la Superstereo Up International, che pubblica artisti italiani come i Collage e gli Sugar and Candies.
Sempre negli anni settanta prende il via un'ulteriore etichetta, la Signal, che presenta un catalogo con produzioni rivolte ai più piccoli (sigle dei cartoni animati, canzoni per bambini e filastrocche, narrazione di fiabe celebri), con dischi contenenti documenti sonori di carattere storico (discorsi del fascismo) o musica popolare folk italiana.
In questa fase la Saar cura la distribuzione anche di varie piccole etichette come la Harmony (Fabio Concato e Homo Sapiens), Ciliegia Bianca (Don Backy), Lotus (Vasco Rossi), Passport (Nilla Pizzi e Narciso Parigi).
Con la progressiva scomparsa del vinile e l'avvento di nuovi supporti quali la musicassetta e il compact disc, l'etichetta ripropone il suo catalogo su questo nuovo supporto mantenendo il popolare marchio Joker. Solo successivamente saranno messi in vendita dischi contrassegnati dal marchio SAAR. In questa fase vengono create nuove collane dedicate a specifici generi musicali come "Classica", "Concerto" e "Opera" (dedicate alla musica classica e lirica), "Starlite" (artisti famosi), "Music of the World" (artisti di world music), "Saludos Amigos" (artisti di musica dell'America Latina quali Tito Puente, Los Panchos, Celia Cruz, João Gilberto, Pérez Prado, Cal Tjader), "Giant of Jazz" (artisti jazz).

## Controversie
Nel 2008 si conclude una causa legale intentata da Adriano Celentano con la vittoria del cantante nei confronti della sua ex casa discografica.  La Saar è stata infatti accusata di avere illecitamente usato l'immagine del cantante sulle ristampe in cd, mentre i diritti erano relativi esclusivamente ai dischi in vinile. La Saar ha dunque dovuto risarcire Celentano e ha annunciato una ristampa dei suoi dischi nel formato originale in vinile.

## Sottoetichette
Queste sono le principali etichette facenti capo alla Saar per le produzioni in vinile:
- Celson
- Music
- Jolly
- Joker
- Signal
- UP (Superstereo UP International)
- Lotus
- Harmony

Con l'avvento del formato CD il marchio Joker rimane ancora presente e contraddistingue molte produzioni della Saar. A questo marchio se ne aggiungono di nuovi volti ad identificare precise collane:
- Classica
- Concerto
- Music of the world
- Opera
- Starlite
- Giants of jazz
- Saludos Amigos